# Andrija Rački
Andrija Rački (Fužine, 30. studenog 1870. – Rijeka, 14. listopada 1957.) bio je hrvatski svećenik i povjesničar.

## Životopis
Studirao je teologiju u Senju od 1889. do 1892. godine te u Innsbrucku (1892.). Za svećenika je zaređen 1893. godine.
Doktorirao je u Zagrebu 1898. godine. Predadvao je od 1895. do 1902. kanonsko pravo i crkvenu povijest na Visokoj bogoslovnoj školi u Senju.
Godie 1902. bio je župnik na Trsatu. Tamo je 1906. bio jedan od osnivača Gradske glazbe. Godine 1909. s još 28 svećenika riječkog i bakarskog dekanata potpisao je predstavku nadbiskupu Posiloviću protiv mađarskih posezanja za riječkom župom. Godine 1911. bio je imenovan kanonikom Stolnog kaptola modruškoga.
Godine 1917. bio je organizator svećeničkog sastanka poznatog kao Svetokuzamska sinoda. Zatim je priznao krivnju i prihvatio disciplinske mjere protiv njega.
Bio je član Narodnog vijeća Države SHS za Rijeku i Sušak. Nakon Drugog svjetskog rata bio je jedan od utemeljitelja Staleškoga društva katoličkih svećenika u Hrvatskoj.

## Poveznice
- Svetokuzamska sinoda

### Članci
- Skenderović, Robert. 2007. Andrija Rački i „Svetokuzamska sinoda“ 1917. godine. Riječki teološki časopis. Riječki teološki časopis. Rijeka. 30 (2): 325–336

### Mrežna sjedišta
- Rački, Andrija. Hrvatska enciklopedija LZMK. Pristupljeno 23. siječnja 2025.